# Ken Kercheval
 Ken Kercheval (Wolcottville, 15 de julio de 1935-Clinton, 21 de abril de 2019) fue un actor estadounidense, especialmente recordado por su interpretación del papel de Cliff Barnes en la popular serie de televisión Dallas, que interpretó durante catorce años.
En 2012 Kercheval volvió a interpretar, de forma ocasional como estrella invitada, el papel de Cliff Barnes en el retorno de la serie Dallas, junto con otros personajes de la serie original como Linda Gray, Patrick Duffy y Larry Hagman.

## Biografía
Hizo su debut en el mundo del entretenimiento en 1962.
Después de aparecer en la famosa película Un mundo implacable (1976) de Sidney Lumet, la fama mundial le llega cuando es escogido para el papel de Cliff Barnes, rival en los negocios y el amor de JR Ewing (Larry Hagman), en la famosa serie Dallas (1978-1991), llegando a ganar el Premio Soap Opera Digest Awards al mejor actor de reparto en 1990.
A pesar de su largo compromiso con la serie Dallas, también desempeñó papeles menores en muchas series de televisión, entre las que destacan Starsky y Hutch, Vacaciones en el mar, Hotel, Se ha escrito un crimen y Diagnóstico asesinato.

## Vida personal
Fumador empedernido, en 1994 le extirparon una parte de su pulmón izquierdo tras haberle diagnosticado un cáncer.
Falleció el 21 de abril de 2019 a los 83 años de edad.

## Filmografía
- Naked City (1962, serie de TV) como Estudiante en funciones (sin acreditar)
- The Defenders (1962-1965, serie de TV) como Harry Grant / Jack Wilks
- The Nurses (1965, serie de TV) como Mac
- The Trials of O'Brien (1965-1966, serie de TV) como Jerry Quinlan / Dr. McCahey
- Hawk (1966, serie de TV) como Clark
- An Enemy of the People (1966, telefilme) como Billing
- Pretty Poison (1968, película) como Harry Jackson
- The Secret Storm (1968, serie de TV regular) como Archie Borman
- Cover Me Babe (1970, película) como Jerry
- Rabbit, Run (1970, película) como Barney
- The Coming Asunder of Jimmy Bright (1971, telefilme) como Jimmy Bright
- Search for Tomorrow (1965-1973, serie de TV regular) como Dr. Nick Hunter
- The Seven-Ups (1973, película) como Ansel – Seven-Up
- Get Christie Love! (1974, serie de TV) como Alec Palmer
- The Disappearance of Flight 412 (1974, telefilme) como White
- How to Survive a Marriage (1974, serie de TV regular) como Larry Kirby
- Beacon Hill (1975, serie de TV) como Dist. Attorney
- The Adams Chronicles (1976, serie de TV) como James Madison
- Judge Horton and the Scottsboro Boys (1976, telefilme) como Fiscal de distrito Tom Knight
- Un mundo implacable (1976, película) como Merrill Grant
- The Lincoln Conspiracy (1977, película) como John Surratt
- Rafferty (1977, serie de TV) como Jerry Parks
- Family (1978, serie de TV) como Mark Adams
- Kojak (1973-1978, serie de TV) como Teddy Maclay / Professor Lacey / Ray Fromm
- F. I. S. T. (1978, película) como Bernie Marr
- Devil Dog: The Hound of Hell (1978, telefilme) como Miles Amory
- CHiPs (1978, serie de TV) como Dr. Faraday
- Too Far to Go (1979, telefilme) como Jack Dennis
- Starsky and Hutch (1979, serie de TV) como Diputado D.A. Clayburn
- Walking Through the Fire (1979, telefilme) como Dr. Freeman
- Here's Boomer (1980, serie de TV) como Dr. Haggert
- Trapper John M.D. (1981, serie de TV) como Marty Wicks
- The Patricia Neal Story (1981, telefilme) como Dr. Charles Canton
- The Demon Murder Case (1983, telefilme) como Richard Clarion
- Calamity Jane (1984, telefilme) como Buffalo Bill Cody
- Vacaciones en el mar (1981-1984, serie de TV) como Lester Erwin / Don Bartlett
- Glitter (1985, serie de TV) como John Ramsey Jr.
- Hotel (1983-1986, serie de TV) como Frank Jessup / Leo Cooney
- You Are the Jury (1986, serie de TV) como Stanley Nelson
- Mike Hammer (1987, serie de TV) como A. Walter Decker
- Matlock (1987, serie de TV) como Louis Devlin
- Autopista hacia el Cielo (1988, serie de TV) como Richard Osbourne
- Perry Mason: The Case of the Defiant Daughter (1990, telefilme) como L.D. Ryan
- Corporate Affairs (1990, película) como Arthur Strickland
- Dallas (1978-1991, serie de TV regular) como Cliff Barnes
- California Casanova (1991, película) como Willie
- Keeping Secrets (1991, telefilme) como Frank Mahoney
- I Still Dream of Jeannie (1991, telefilme) como Mr. Simpson
- Diagnosis Murder: Diagnosis of Murder (1992, telefilme) como Frank Stevens
- La ley de Los Ángeles (1992, serie de TV) como Al Bremmer
- Se ha escrito un crimen (1992, serie de TV) como Alex Ericson
- Dangerous Curves (1992, serie de TV) como Jimmy Douglas
- In the Heat of the Night (1993, serie de TV) como Juez Lawton Gray
- Woman on the Ledge (1993, telefilme) como Doctor Martin
- The Golden Palace (1993, serie de TV) como Charlie
- Beretta's Island (1994, película) como Barone
- Walker, Texas Ranger (1993, serie de TVT) como Dr. Slade
- Lovejoy (1993, serie de TV) como Rutherford Lovejoy
- Burke's Law (1994, serie de TV) como Bernie Green
- A Perry Mason Mystery: The Case of the Grimacing Governor (1994, telefilme) como Harlan Richards
- El regreso de J. R. (1996, telefilme) como Clifford 'Cliff' Barnes
- Rusty: A Dog's Tale (1998, película) como Carl Winthrope
- Urgencias (serie de TV, 1998) como Mr. Zwicki
- Diagnosis: Murder (1993-2000, serie de TV) como Keith Dunn / Duke Fallon / William P. Bissell / Alex Ridlin
- Blind Obsession (2001) como Harrison Pendragon
- Crossing Jordan (2002-2006, serie de TV) como Claude Manning
- Corrado (2009, película) como Vittorio
- Dallas (2012-2014, serie de TV) como Cliff Barnes
- The Promise (2017, película) como Dr. Christopher Webber
- Surviving in L.A. (2019, película) como Charlie